# 重光晶
重光 晶（しげみつ あきら、1915年1月15日 - 2000年8月27日）は、日本の外交官、外交評論家。位階は正三位。
外務省国際連合局長を経て、駐ナイジェリア特命全権大使や、駐ソビエト連邦特命全権大使を務めた。重光葵元外務大臣の甥。

## 人物・経歴
石川県金沢市生まれ。東京出身。1935年静岡高等学校文科丙類卒業。1936年東京帝国大学法学部政治学科に入学。1938年に外交官試験に合格し、大学を中退した。1939年に外務省に入省し、ポーランド、ラトビア、ブルガリアでロシア語研修を受ける。
1951年から外務省条約局第三課長を務め、1952年からは外交官領事館採用試験専門試験委員（憲法）や、外務書記採用試験専門試験委員も担当した。
在連合王国日本国大使館一等書記官を経て、1957年在インド日本国大使館一等書記官。1959年外務省欧亜局外務参事官。1961年在ソビエト連邦日本国大使館参事官兼在ルーマニア日本国公使館参事官。1965年駐ルーマニア特命全権大使。
1968年外務省国際連合局長。1970年駐ナイジェリア特命全権大使。1974年駐ソビエト連邦特命全権大使。退官後は、外交評論家として活動した。1986年勲二等旭日重光章受章。2000年叙正三位。

## 親族
- 重光葵元外務大臣は叔父[20]。

## 著書
- 『世界における日本の経済 . 国際政治と平和』（吉野俊彦と共著）帝国地方行政学会 1969年
- 『これからのソ連』日本国際問題研究所 1978年
- 『ソ連農業の統計的研究』日本国際問題研究所 1979年
- 『ソ連を見る眼』日本国際問題研究所 1980年
- 『「北方領土」とソ連外交』時事通信社 1983年
- 『ソ連の国民経済』東洋経済新報社 1989年
- 『これからの「国際社会」』外務省 1994年